# Mana Dembélé
Mana Dembélé (Ivry-sur-Seine, 29 november 1988) is een Malinees voetballer die tevens over de Franse nationaliteit beschikt.

## Carrière
Dembélé werd geboren in de Parijse voorstad Ivry-sur-Seine. Hij genoot zijn jeugdopleiding in het Centre de Formation du Football de Paris (CFFP), waar LB Châteauroux hem in 2007 wegplukte. Na één seizoen in de jeugdopleiding sloot hij in het seizoen 2008/09 aan bij het eerste elftal van de club. Op 12 september 2008 maakte Dembélé zijn officiële debuut in de Ligue 2: tegen EA Guingamp viel hij in de 76e minuut in voor Kévin Constant. In twee seizoenen tijd speelde Dembélé 26 competitiewedstrijden voor de Franse tweedeklasser, waarin hij vier keer scoorde.
Na een uitleenbeurt aan Chamois Niortais FC in het seizoen 2010/11 werd Dembélé in de zomer van 2011 verkocht aan Clermont Foot. Bij Clermont werd Dembélé meteen basisspeler. Zijn beste seizoen kende hij in het seizoen 2012/13, toen hij dertien keer scoorde in de Ligue 2. Zes maanden later werd hij tijdens de winterstop voor 500.000 euro verkocht aan eersteklasser EA Guingamp.
Bij Guingamp won Dembélé zijn eerste prijs in zijn profcarrière: de Coupe de France. Dembélé kwam tijdens die bekercampagne enkel in de achtste finale in actie tegen amateurclub FB Île-Rousse. Om hem meer speelkansen te bieden werd hij in het seizoen 2014/15 uitgeleend aan AS Nancy. Daar scoorde hij twaalf competitiegoals, vier daarvan scoorde hij op 19 september 2014 in het duel tegen zijn ex-club LB Châteauroux (2-5-winst).
In de zomer van 2016 nam Le Havre AC hem over van Guingamp.

## Erelijst
EA Guingamp
- Coupe de France

2013/14